# Shudra

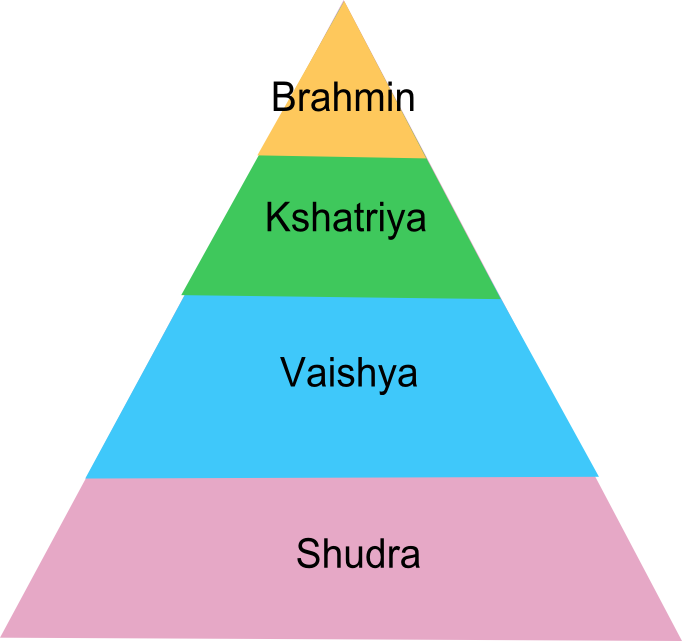
De vier varna's van het Indische kastenstelsel

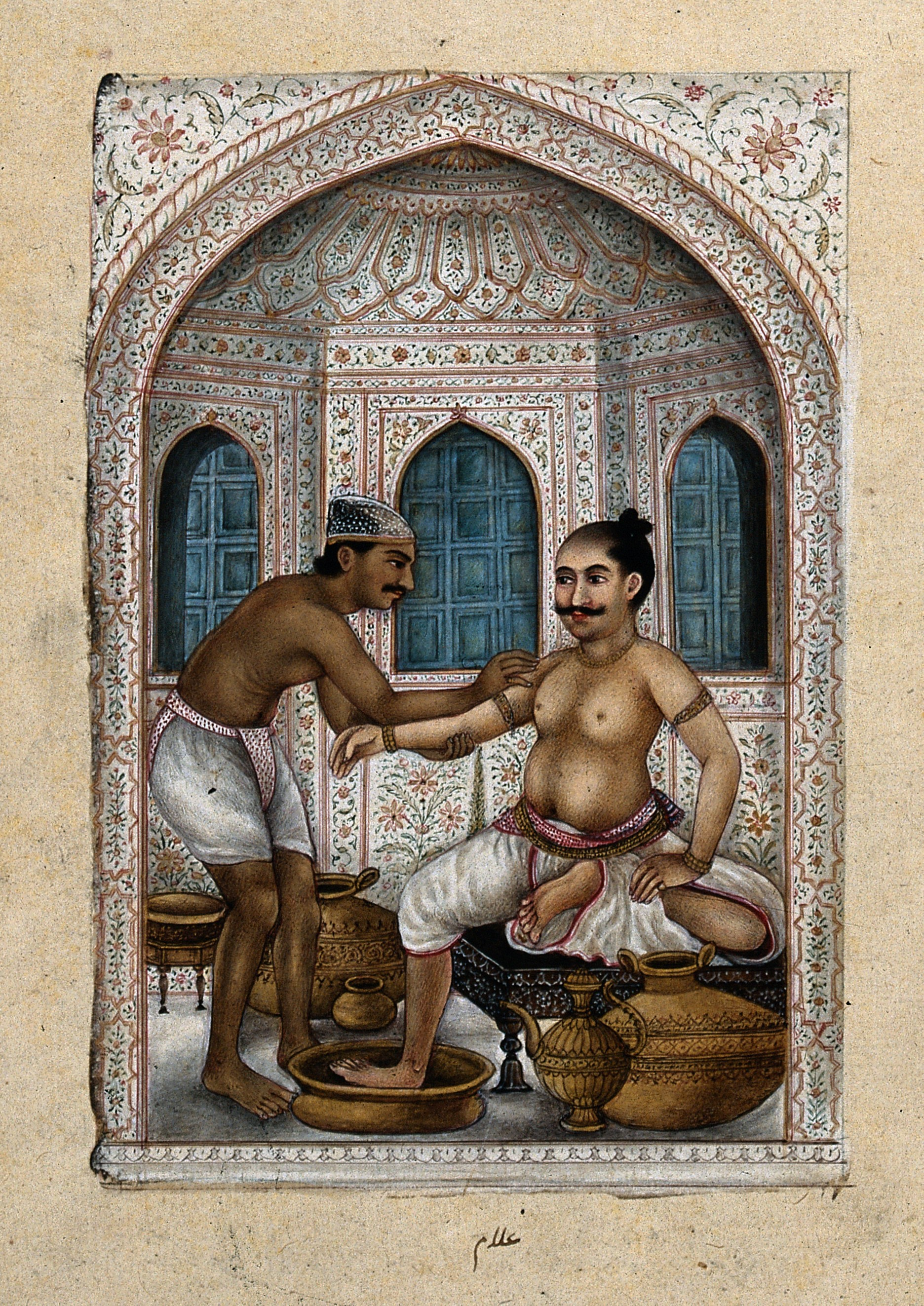
Een ghulum, een badmeester van de shudra- varna die een klant verzorgt in een badhuis in de Mogolstijl

Shudra, sjudra of sudra (IAST: Śūdra) is de vierde varna in het Indische kastenstelsel. In de traditionele hindoeïstische maatschappij worden de shudra's geacht de rol van arbeider te vervullen. De vier varna's zijn brahmaan, kshatriya, vaishya en shudra.
Mogelijk waren de shudra's bevolkingsgroepen die in de vedische tijd niet behoorden tot arya, de sprekers van de Indo-Arische talen, waarmee dit een vorm was van sanskritisering, de assimilatie waarmee buitenstaanders werden opgenomen in de brahmaanse wereld. Dat gold niet voor alle vreemde bevolkingsgroepen, anderen werden gewoon erkend als buitenstaanders of mleccha.

## Hiërarchie
De shudra staan onderaan de varna-hiërarchie en zijn uitgesloten van de inwijdingsrite upanayana, zodat de mannen ook niet tot de tweemaal-geborenen (dvija) behoren en geen onderricht in de Veda's krijgen. Volgens het brahmanisme zouden ze de drie hogere varna's moeten dienen en de Aitareya-Brahmana 35.3 stelt zelfs dat shudra's naar believen geslagen mogen worden. Vooral vanaf de late vedische tijd vormden de brahmanen en kshatriya's een front om de vaishya's en shudra's te exploiteren. Desondanks zijn er groepen die nog onder de shudra's vallen en zich dan ook buiten de varna's bevinden. Dit zijn slaven (dasa en dasi) en groepen als de chandala die tot de onaanraakbaren behoren.

## Rechtvaardiging
De uitsluiting werd wel gelegitimeerd op basis van in mandala 10, hymne 90, de Purusha sukta, uit de Rigveda. Hierin wordt Purusha beschreven als een van de scheppende krachten. In vers 12 wordt verhaald hoe deze in verschillende stukken wordt gehakt, de brahmán (mond), rājanya (armen), vaiśya (dijen) en śūdra (voeten). Dit is wel uitgelegd als het ontstaan van de vier varna's, waarbij zijn mond de priester (brahmana) werd, zijn armen de krijger (kshatriya), de dijen het volk (vaishya) en de voeten de dienaren (shudra). Deze uitleg wordt om meerdere redenen betwist. Allereerst wijkt de stijl af van alle andere hymnen, wat er op zou kunnen duiden dat deze later is toegevoegd. Daarnaast is het de enige plek in de Rigveda waar shudra wordt genoemd, waarmee er vier en niet drie klassen zou bestaan. Ook wordt varṇa in de Rigveda nog niet gebruikt om een sociale klasse aan te duiden, maar refereert het aan kleur, voorkomen en vooral vorm. Ook de benamingen van de vier lichaamsdelen hadden nog niet de latere betekenis. Zo werd de eerste aanzet gegeven tot het Indische kastenstelsel.
Desondanks was er een enkele keer dat een shudra de hoogste macht wist te bereiken. Een voor de brahmanen schokkende gebeurtenis was rond 380 v.Chr. de machtsovername door Mahapadma Nanda, de stichter van de kortdurende Nandadynastie. Mahapadma was een laaggeboren shudra en zijn koningschap werd door de brahmanen gezien als een slecht voorteken en een gevolg van het begin van de kali yuga, de era van moreel verval. 